# Kirehalli, Sakleshpur
Kirehalli là một làng thuộc tehsil Sakleshpur, huyện Hassan, bang Karnataka, Ấn Độ.